# Rote romaine

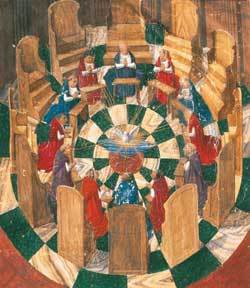
La Rote romaine est nommée d'après la pièce ronde où elle s'est originellement réunie.

La Rote romaine est l'un des trois tribunaux de l'Église catholique romaine. Ses bureaux sont situés au palais de la Chancellerie apostolique à Rome.

## Historique et mission
Son nom vient de la salle circulaire où se réunissaient les « auditeurs des causes du Sacré Palais apostolique » (auditores causarum curiae domini papae) assistant le pape, pour juger les causes portées devant lui ou, de façon plus vraisemblable, du fait du jugement par tour de trois auditeurs. 
Issue de la Chancellerie apostolique, ce conseil qui instruit les causes, Innocent III en fait un tribunal en lui donnant le pouvoir de prononcer la sentence. Jean XXII lui donne son premier règlement par la constitution apostolique Ratio Juris (1331), puis Benoît XIV définit sa compétence par la constitution apostolique Iustitiæ et pacis (1747). Grégoire XVI la réforme en 1834. Après 1870, l'institution accuse un sérieux déclin, c'est la constitution Sapienti Consilio de Pie X qui la relance en 1908. Suivront ensuite les règlements Lex propria S. R. Rotæ et Signaturæ Apostolicæ (1908, règlement commun au Tribunal suprême de la Signature apostolique) et Regulæ servandæ apud S. R. Rotæ Tribunal (1910). Le règlement en vigueur à l'heure actuelle (2007) a été institué par le pape Jean-Paul II en 1994.
La Rote romaine est essentiellement un tribunal d'appel. Elle juge :
- en deuxième instance, les causes ayant été déjà jugées par les tribunaux ordinaires (évêques) pour lesquelles appel a été interjeté, en particulier les demandes de reconnaissance de nullité de mariage. C'est également la juridiction d'appel du Tribunal ecclésiastique de la Cité du Vatican.
- en troisième et dernière instance, les causes déjà jugées par les autres tribunaux d'appel (ou quatrième instance après le Tribunal de la Rote de la Nonciature Apostolique en Espagne par exemple).

Les juges de la Rote romaine sont nommés par le pape. Ils sont actuellement au nombre de vingt-et-un. Le plus âgé d'entre eux, le doyen, en a la direction. Il n'est pas nécessairement cardinal. Elle juge par tours de trois auditeurs.
La Rote romaine comporte également un studio, servant à la formation des futurs avocats et juges rotaux, des promoteurs de justice et des défenseurs du lien. Le cycle de formation dure trois ans.

## Liste des auditeurs de la Rote
Liste non exhaustive :
XIIIe siècle
- Ottaviano dei conti di Segni (1216)
- Giacomo da Pecorara (XIIIe)
- Mauro (cardinal, 1207) (XIIIe)
- Bernard Ayglier (1244)
- Bentivenga da Bentivengi (XIIIe)
- Jean Lemoine (1282-)

XIVe siècle
- Guillaume de Chanac (1367)
- Adhémar Robert (1330)
- Jean Gilles (cardinal) (XIVe)
- Guillaume de Mandagout (XIVe)
- Pierre Amielh de Brénac (XIVe)
- Bartolomeo Mezzavacca (XIVe)
- Gilles de Bellemère (-1378)
- Pierre Flandrin (1381) (XIVe)
- Pierre de Sortenac (XIVe)
- Giovanni Fieschi (XIVe)
- Guillaume Noellet (XIVe)
- Guillaume d'Aigrefeuille l'Ancien (XIVe)

XVe siècle
- Raoul Rolland (XVe)
- Giuliano Cesarini (1398-1444) (1426-)
- Guillaume d'Aigrefeuille le Jeune (XVe)
- Béranger Frédol l’Ancien (XVe)
- Antonio Trivulzio, seniore (XVe)
- Pierre de la Vergne (XVe)
- Giordano Orsini, iuniore (XVe)
- Niccolò Tedeschi (XVe)
- Domenico della Rovere (XVe)
- Pedro Ferris (XVe)
- Achille Grassi (1491-)
- Juan Carvajal (XVe)

XVIe siècle
- Jean Suau (XVIe)
- Lorenzo Campeggio (XVIe)
- Agostino Trivulzio (XVIe)
- Clément VIII (XVIe)
- Michel de L'Hospital (XVIe)
- Cristoforo Giacobazzi (1534-1536)
- Pietro Accolti (XVIe)
- Antonio Maria Ciocchi del Monte (XVIe)
- Séraphin Olivier-Razali (XVIe)
- Girolamo Verallo (XVIe)
- Fabio Mignanelli (XVIe)
- Frédéric Deys (XVIe)
- Francisco Peña (XVIe)

XVIIe siècle
- Federico Visconti (XVIIe)
- Angelo Celsi (XVIIe)
- Francesco Sacrati (XVIIe)
- Giacomo Cavalieri (XVIIe)
- Pompeio Arrigoni (XVIIe)
- Alessandro Ludovisi - pape Grégoire XV (XVIIe)
- Matteo Buratto (XVIIe)
- Filippo Pirovano (XVIIe)
- Pedro Carillo (XVIIe)
- Clemente Merlino (XVIIe)
- Jacques Emeryx de Matthys (XVIIe)
- Alessandro Buccabelle (XVIIe)
- Girolamo Verospi (XVIIe)
- Giovanni Battista Coccini (doyen, XVIIe)
- Innocent X (XVIIe)
- Charles-François d'Anglure de Bourlemont (XVIIe)
- Benedetto Ubaldi (XVIIe)
- Domenico Tarugi (XVIIe)
- Giuseppe Sacripante (XVIIe)
- Herman d’Ortenberg (XVIIe)
- Francesco Mantica (1534-1614)
- Mathieu Ysoré d'Hervault de Pleumartin (XVIIe)

XVIIIe siècle
- Giuseppe Accoramboni (XVIIIe)
- Gaspare Carpegna (XVIIIe)
- Clément XIII (1725-)
- Joseph Alphonse de Véri (XVIIIe)
- Claude-François de Montboissier de Canillac de Beaufort (1733)
- Étienne-Joseph de Pavée de Villevieille (XVIIIe)
- Alphonse Hubert de Latier de Bayane (1777-1801)
- Ercole Consalvi (1792-)

XIXe siècle
- Joachim-Jean-Xavier d'Isoard (1803-)
- Louis-Siffrein-Joseph de Salamon (1816-)
- Juan Francisco Marco y Catalán (1816-)
- Louis-Gaston de Ségur (1852-1856)
- Charles-Amable de La Tour d'Auvergne-Lauraguais (1856-1861)
- Charles-Philippe Place (1863-1866)
- Frédéric de Falloux du Coudray (XIXe)
- Juan de la Cruz Ignacio Moreno y Maisanove (XIXe)
- Costantino Patrizi Naro (XIXe)
- Luigi Serafini (cardinal) (XIXe)
- Oreste Giorgi (XIXe)
- Filippo Giustini (XIXe)
- Giuseppe Mori (XIXe)

XXe siècle
- Dino Staffa (XXe)
- Luigi Traglia (XXe)

XXIe siècle
- Hans-Peter Fischer (2017-)[2],[3]

## Liste des doyens de la Rote
Liste non exhaustive :
- Joachim-Jean-Xavier d'Isoard (1824–1827)
- Michele Lega (1908–1914)
- Guglielmo Sebastianelli (1914–1920)
- Serafino Many (1920–1921)
- Giovanni Prior (1921–1926)
- Massimo Massimi (1926–1935)
- Giulio Grazioli (1936–1944)
- André Jullien (1944–1958)
- William Theodore Heard (1958–1959)
- Francis Brennan (1959–1967)
- Bolesław Filipiak (1967–1976)
- Charles Lefebvre (1976-1978)
- Heinrich Ewers (1978–1982)
- Arturo De Iorio (1982–1985)
- Ernesto Maria Fiore (1985–1993)
- Mario Francesco Pompedda (1993–1999)
- Raffaello Funghini (1999–2004)
- Antoni Stankiewicz (2004-2012)
- Pio Vito Pinto (2012-2021)
  - Maurice Monier, pro-doyen (2016-2021)[4]
- Alejandro Arellano Cedillo (depuis 2021)